# ایثار (جغتای)
ایثار یا چاه عمیق شماره دو زورزمند روستایی از توابع بخش مرکزی شهرستان جغتای در استان خراسان رضوی ایران است.

## جمعیت
این روستا در دهستان جغتای قرار دارد و براساس سرشماری مرکز آمار ایران در سال ۱۳۹۰، جمعیت آن ۱۰۳ نفر (۲۴ خانوار) بوده‌است.